# Polygastophora
Polygastophora är ett släkte av rundmaskar. Polygastophora ingår i familjen Enchelidiidae.
Släktet innehåller bara arten Polygastophora maior.